# История фэнтези
Мотивы сверхъестественного и фантастического во все времена были изначальным элементом литературы. Современный жанр фэнтези отличается от фольклорных преданий (сказок), сюжеты которых также используют фантастические элементы, прежде всего неоспоримой вымышленностью историй, а также указанием автора. Некоторые ранние фантастические произведения такие как средневековые европейские рыцарские романы или арабские сказки из сборника «Тысяча и одна ночь», послужили основой для более поздних произведений с теми характерными чертами, которые ныне определяют жанр фэнтези. Ещё в XIX веке некоторые авторы, такие как Джордж Макдональд (1824–1905), написали первые произведения с признаками фэнтези.
Позже, в XX в., публикация романа «Властелин колец» Дж. Р. Р. Толкина оказала определяющее влияние на становление эпического фэнтези. Выпуск и последующая популярность произведений Толкина также способствовали тому, чтобы жанр фэнтези стал коммерчески отличным и жизнеспособным. В настоящее время жанр охватывает множество поджанров, самыми знаковыми из которых являются традиционное классическое, эпическое, и тёмное фэнтези.

## Отличие фэнтези от ранних произведений фантастики
- Современное фэнтези описывает иную реальность, либо мир фантазий, отделённый от нашего, либо скрытую от посторонних глаз сторону мира реального. Кроме того, законы этого мира, его география, история и т. д. имеют тенденцию быть определёнными, даже если они не описаны напрямую. Действие традиционных сказок происходит в реальном мире, часто в прошлом или в далеких, неизведанных местах. Фэнтези-сюжеты редко описывает место или время предельно ясно, часто просто уточняя, что это произошло «давно и далеко».
- Сверхъестественные элементы в фэнтези вымышлены по умолчанию. В сказках степень их предполагаемой реалистичности может охватывать спектр от легенд, воспринимаемых как реальные события, до мифов, которые понимаются как описывающие в понятных терминах более сложную реальность, и вплоть до самых поздних, намеренно вымышленных литературных произведений.
- Вымышленные миры современного фэнтези разрабатываются конкретным автором или группой авторов, часто с использованием традиционных жанровых составляющих, но уже в современной обработке и с индивидуальной интерпретацией[1]. В традиционных сказках с элементами фэнтези использовались знакомые мифы и фольклор, и любые отличия от традиции считались вариациями на тему; традиционные сказки никогда не задумывались отдельно от местного фольклора о сверхъестественном. Переходы между традиционными и современными формами фантастической литературы очевидны в ранних готических романах, модных в XIX веке историях о привидениях и ряде романтико-приключенческих романов, где широко использовались устоявшиеся фантастические мотивы, но и они, однако, подчинялись авторским концепциям.